# Youssoufia
Youssoufia (in arabo اليوسفية‎?; in berbero: ⵍⵢⵓⵙⵓⴼⵢⵢⴰ) è una città del Marocco, nell'omonima provincia, nella regione di Marrakech-Safi. Fino al 2009 Youssoufia faceva parte della provincia di Safi.
La città è anche conosciuta come al-Yūssufīyah o Yussufiyah.